# LH Aviation
 (juillet 2015).
Si vous disposez d'ouvrages ou d'articles de référence ou si vous connaissez des sites web de qualité traitant du thème abordé ici, merci de compléter l'article en donnant les références utiles à sa vérifiabilité et en les liant à la section « Notes et références ».
 (janvier 2020).
LH Aviation était une société française de construction aéronautique, créée en 2004 par Sébastien Lefebvre et située près de l'aérodrome de Melun-Villaroche, sur la commune de Limoges-Fourches. Initialement destinée à produire un avion léger en kit, elle a été réorientée vers la production de matériel militaire sous l'impulsion de l'homme d'affaires Christophe Rémy de Magellan Ind. En 2017, la présidence est reprise par Christophe Rémy . Sébastien Lefebvre quitte la société LH Aviation en 2017. En avril 2018, la justice ordonne la mise en redressement judiciaire de la société, qui est finalement liquidée en octobre 2018.

## Historique
En mai 2004, Sébastien Lefebvre fonde LH Aviation. En septembre 2007 se tient le premier vol du prototype SN Présentation à l’Avia international Airsh. En mars 2008, LH Aviation rejoint l'activité Aerospace Cluster à Melun-Villaroche.
En juin 2010, la société reçoit le soutien financier et opérationnel du fonds d'investissement aéronautique Magellan Industries, une société de conseil créée par Christophe Rémy. Ces investisseurs ont réorienté l'activité de l'entreprise vers le secteur de la défense. L'entreprise LH Aviation a participé aux Paris Air Show en 2009, 2011 et 2013.
En août 2012 a lieu le premier vol de la version LH-10 Ellipse surveillance avancée et, en 2013, le premier lancement de la fusée effectué sur la LH-10 Ellipse. En mai 2013, la société ouvre une filiale au Maroc.
En janvier 2015, l'entreprise commercialise l'Explorair 45. En février 2015, LH Aviation ouvre un département de sous-traitance.
En juin 2017, Christophe Rémy, reprend les rênes de la société en devenant son président. LH Aviation est placée en redressement judiciaire en avril 2018,. Elle a été liquidée le 10 octobre 2018. Le 25 juin 2019, la Cour d'Appel de Paris arrête l'annulation de la liquidation de LH Aviation sur la base d'une cession de 30 millions d'euros en bons du trésor effectuée par le milliardaire roumain Florin-Mihai Fluturel. Une reprise de la production du LH-10 serait envisagée en Roumanie pour 2020 ayant pour but de satisfaire la demande croissante de drones tactiques. La liquidation judiciaire est effective le 23 septembre 2019

## Informations économiques et judiciaires
La société LH Aviation fait l'objet d'une plainte de la part de l'homme d'affaires marocain Mohsine Karim-Bennani,.

## Produits

### LH-10 Ellipse

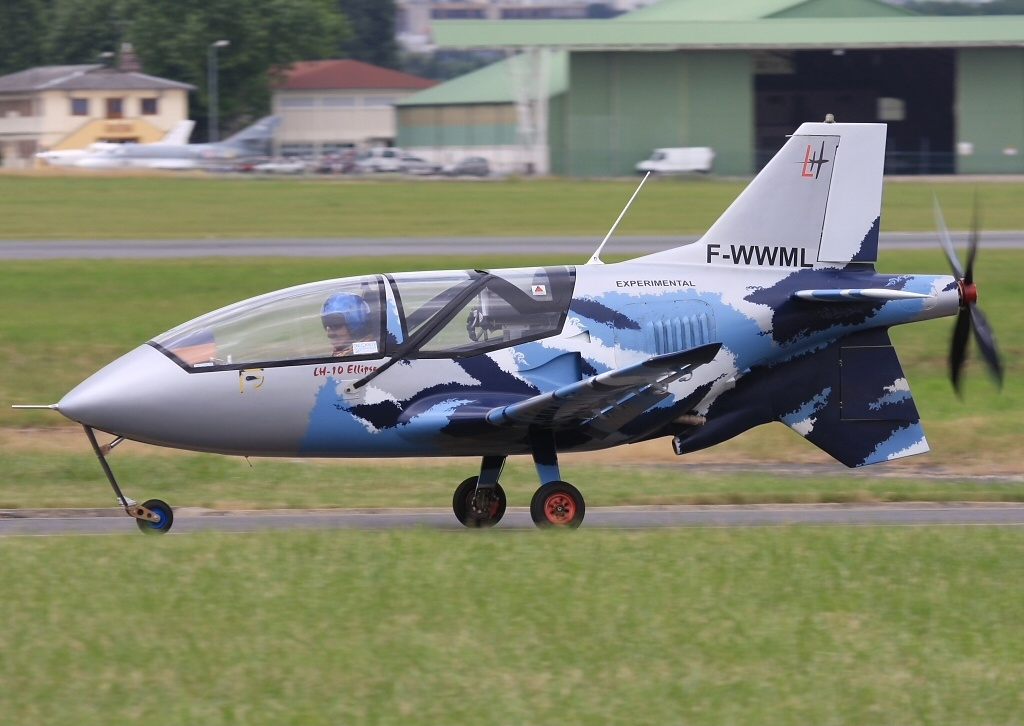
LH-10 Ellipse au Bourget en 2009

LH Aviation a développé le LH-10 Ellipse, un avion biplace tout carbone. Il est adapté en différentes versions : avion d’entrainement, drone tactique (24h d’autonomie), reconnaissance, avion d’intervention équipé de roquettes et bombes guidées laser par exemple. 
Le LH-10 Ellipse a été présenté pour la première fois en 2006 au Salon international Avia Expo. 

### LH-10 Guardian
Le LH-10 Guardian est destiné aux différentes missions de surveillance (de frontière, des espaces maritimes…).

### LH-10 Elfe
Le LH-10 ACAS est un avion d'appui aérien léger. 

### LH-D
Il s’agit du drone tactique de type Optionally Piloted Vehicle. Conçu en carbone, il comporte un système de démontage rapide. Il correspond à des missions de type surveillance de zone, surveillance maritime, mission forces spéciales.